# Stav ohrožení (seriál)
Stav ohrožení (v anglickém originále Crisis) je americký akční dramatický seriál, jehož tvůrcem je Rand Ravich. Seriál má celkem 13 epizod, které odvysílala stanice NBC v roce 2014 a ještě téhož roku jej v Česku odvysílala stanice Prima Cool. Natáčení seriálu bylo ukončeno.

## Děj
Děti z Ballardovy střední školy jsou uneseni na školním výletě. Jejich rodiče, kteří jsou vlivnými a mocnými lidmi ve Washingtonu, jsou pro jejich záchranu schopni udělat cokoliv. Únosce je kontaktuje a sdělí jim, co musí udělat, aby své děti zachránili. Agentka FBI Susie Dunnová s agentem tajné služby Marcusem Finleym musí co nejdříve zjistit, kde únosce děti skrývá, neboť rodiče plní nebezpečné požadavky únosců a navíc se mezi unesenými nachází i prezidentův syn Kyle. Vyšetřování však ukazuje, že únos je možná součástí velkého spiknutí ve vládních složkách.

## Obsazení
| Rachel Taylor       | Agentka Susie Dunnová |
| Lance Gross         | Agent Marcus Finley   |
| Dermot Mulroney     | Francis Gibson        |
| Michael Beach       | Olsen                 |
| Gillian Andersonová | Meg Fitchová          |
| Mark Valley         | Widener               |
| Max Martini         | Koz                   |
| Jessica Dean Turner | komunikační expertka  |
| Halston Sage        | Amber Fitchová        |
| Stevie Lynn Jones   | Beth Ann Gibsonová    |
| Max Schneider       | Ian Martinez          |
| Joshua Erenberg     | Anton Roth            |
| Adam Scott Miller   | Kyle Devore           |
| John Allen Nelson   | prezident Devore      |
| Rammel Chan         | Jin Liao              |
| Brandon Ruiter      | Luke Putnam           |

## Seznam dílů
| Č. v seriálu | Původní název                       | Český název            | Režie                 | Scénář                                  | Premiéra v USA  | Premiéra v ČR  |
| ------------ | ----------------------------------- | ---------------------- | --------------------- | --------------------------------------- | --------------- | -------------- |
| 1            | Pilot                               | Pilot                  | Phillip Noyce         | Rand Ravich                             | 16. března 2014 | 15. srpna 2014 |
| 2            | If You Are Watching This I Am Dead  | Už možná nežiju        | Peter Markle          | Rand Ravich                             | 23. března 2014 | 15. srpna 2014 |
| 3            | What Was Done to You                | Co vám to provedli     | Mark Piznarski        | Rand Ravich                             | 30. března 2014 | 22. srpna 2014 |
| 4            | We Were Supposed to Help Each Other | Měli jsme si pomáhat   | Frederick King Keller | Rand Ravich                             | 6. dubna 2014   | 22. srpna 2014 |
| 5            | Designated Allies                   | Osudoví spojenci       | Christine Moore       | Far Shariat                             | 13. dubna 2014  | 29. srpna 2014 |
| 6            | Here He Comes                       | Už přichází            | Nick Gomez            | Jim Dunn & Sam Ernst                    | 20. dubna 2014  | 29. srpna 2014 |
| 7            | Homecoming                          | Oslava                 | Steven DePaul         | Erik Oleson                             | 27. dubna 2014  | 5. září 2014   |
| 8            | How Far Would You Go                | Kam až byste zašli?    | Sarah Pia Anderson    | Dawn DeNoon                             | 4. května 2014  | 5. září 2014   |
| 9            | You Do Not Know War                 | Na pokraji války       | Joshua Butler         | Jim Dunn & Sam Ernst                    | 25. května 2014 | 12. září 2014  |
| 10           | Found                               | Nalezeni               | Mark Piznarski        | Michael Sonnenschein & Morenike Balogun | 1. června 2014  | 12. září 2014  |
| 11           | Best Laid Plans                     | Nejlepší plán          | Eriq La Salle         | Dawn DeNoon & Erik Oleson               | 15. června 2014 | 19. září 2014  |
| 12           | This Wasn't Supposed to Happen      | To se nemělo stát      | Constantine Makris    | Far Shariat                             | 21. června 2014 | 19. září 2014  |
| 13           | World's Best Dad                    | Nejlepší táta na světě | Mark Piznarski        | Rand Ravich                             | 21. června 2014 | 26. září 2014  |